# 松崎廣光
松崎 廣光（まつざき ひろみつ、1987年1月25日 - ）は、日本の元男子バレーボール選手である。

## 来歴
長崎県大村市出身。3人兄弟の次男、10歳の頃、クラスで一番背が高く、バレーボールに関心を持ち始めバレーボールを始める。
中学の頃、バレーボール長崎県選抜に選出され、全国優勝。
大村工業高等学校では1年生からレギュラー入りし、春高バレーに出場、長崎国体では佐世保南高校と長崎県選抜同士で決勝を戦い、優勝している、後、東亜大学在学時ジュニアユース日本代表チームのキャンプテンを経験、東亜大学を卒業後、2009年、サントリーサンバーズに入団。入団1シーズン目の2009/10シーズンにV・プレミアリーグに出場し、Vリーグデビューを果たす。
長崎がんばらんば国体に長崎県選抜選手として召集され、決勝で愛知県代表（豊田合成トレフェルサ）に逆転勝利し、優勝している。
2016年、2015/16シーズン終了をもって現役引退。引退後、チームのアナリストに就任した。
2018/19シーズンよりチームマネージャーに就任。
2022/23シーズンより、地域連携グループを担当、サントリーサンバーズジュニアチームの監督に就任。

## 所属チーム
- 大村工業高等学校（2002-2005年）
- 東亜大学（2005-2009年）
- サントリーサンバーズ（2009-2016年）